# Nyelvészeti és Irodalmi Nemzeti Díj (Mexikó)
A Premio Nacional de Lingüística y Literatura (magyarul a. m. „Nyelvészeti és Irodalmi Nemzeti Díj”) a Premio Nacional de Ciencias y Artes (Tudományok és Művészetek Nemzeti Díja) díjak egyik kategóriája Mexikóban, melyet a mexikói kormány adományoz minden évben 520 000 mexikói peso pénzdíj mellett. Az irodalmi díjat 1935-ben adták át először.
A nemzeti díj kategóriái:
- Nyelvészet és irodalom
- Matematika, fizika és más természettudományok
- Technológia és dizájn
- Népszerű és hagyományos művészet
- Szépművészet
- Történelem, társadalomtudomány és filozófia

## Díjazottak
Nyelvészet és irodalom kategóriában:
- 2013: Luis Fernando Lara és Hugo Gutiérrez Vega
- 2012: Francisco Manuel Hernández Pérez
- 2011: José Augustín Ramírez Gómez és Daniel Sada
- 2010: Gonzalo Edmundo Celorio y Blasco, Ignacio Antonio Solares Bernal és Maruxa Vilalta
- 2009: Hugo Hiriart, José Luis Rivas és Carlos Montemayor
- 2008: Félix Jorge López Páez és José Guadalupe Moreno de Alba
- 2007: Sergio Enrique Fernández Cárdenas
- 2006: Emmanuel Carballo
- 2005: Carlos Monsiváis
- 2004: Margo Glantz
- 2002: Elena Poniatowska
- 2001: Vicente Leñero
- 1995: Juan Miguel Lope Blanch
- 1993: Sergio Pitol
- 1987: Ali Chumacero
- 1983: Jaime Sabines
- 1979: Juan José Arreola
- 1977: Octavio Paz
- 1970: Juan Rulfo
- 1967: Salvador Novo López
- 1966: Jaime Torres Bodet
- 1965: Ángel María Garibay
- 1964: Carlos Pellicer Cámara
- 1958: Martín Luis Guzmán
- 1949: Mariano Azuela González
- 1946: Alfonso Reyes
- 1935: Gregorio López y Fuentes

## Lásd még
- Irodalmi díjak listája
- Mexikói irodalom